# Daniel Bernoulli
Daniel Bernoulli, född 9 februari 1700 i Groningen, Nederländerna, död 17 mars 1782 i Basel, Schweiz, var en schweizisk matematiker och fysiker. Han var son till Johann Bernoulli och brorson till Jakob Bernoulli, samt bror till Nicolaus II Bernoulli och Johann II Bernoulli, samtliga även de matematiker. 

## Biografi
Bernoulli var född i Nederländerna, in i den schweiziska släkten Bernoulli. Liksom sin far, Johann Bernoulli, var han till en början bestämd för handeln, men studerade sedan medicin och matematik i Basel. 1725 kallades han till lärare i högre matematik vid vetenskapsakademin i Sankt Petersburg. Efter att ha avslutat en första period på fem år där anhöll han, för sin hälsas skull, om entledigande. Han erbjöds höjd lön, utnämning till beständig ledamot av akademin och till professor samt en livstidspension för att stanna kvar, men 1733 återvände han ändå till Basel och universitetet där, där han kallats till professor i anatomi och botanik. 1750 blev han även professor i fysik i Basel.

## Verk
Bernoullis huvudverk är hans Hydrodynamik (1738), där för första gången vätskors rörelse underkastas matematisk analys. Han upptäckte bland annat Bernoullis ekvation, vilken har stor tillämpning inom aerodynamiken. Han löste också problemet med den svängande strängen med hjälp av trigonometriska serier, så kallade Fourierserier.

## Utmärkelser
Bernoulli prisades tio gånger av franska vetenskapsakademin och var även en av de sju utländska lärde som av den ryska kejsarinnan Katarina förärades den minnespenning av guld, som präglades med anledning av hennes första fred med osmanska riket.
Asteroiden 2034 Bernoulli är uppkallad efter honom och flera av hans släktingar.